# Victor Ocampo

Bischofswappen von Victor Ocampo

Victor de la Cruz Ocampo (* 6. März 1952 in Angeles City, Provinz Pampanga; † 16. März 2023 in Gumaca) war ein philippinischer Geistlicher und römisch-katholischer Bischof von Gumaca.

## Leben
Victor Ocampo besuchte die Holy Family Academy in Angeles City und das Kleine Seminar Mother of Good Counsel. Anschließend studierte Ocampo Philosophie und Katholische Theologie am Priesterseminar San José in Quezon City. Am 5. November 1977 empfing er das Sakrament der Priesterweihe für das Bistum Balanga.
Ocampo war zunächst als Pfarrvikar an der Kathedrale St. Joseph in Balanga tätig, bevor er 1979 Pfarrer der Pfarrei Our Lady and the Pillar in Morong wurde. Später wirkte er als Pfarrer der Pfarreien St. Catharine of Alexandria in Bagac (1981–1986), St. Francis of Assisi in Limay (1986–1991) und Our Lady of Lourdes in Colo, einem Barangay von Dinalupihan (1996–1997). Von 1996 bis 1997 war Ocampo Pfarrvikar der Pfarrei Holy Rosary in Orani und von 1997 bis 2002 erneut an der Kathedrale St. Joseph in Balanga. Anschließend wirkte er als Pfarrer der Pfarreien Holy Rosary in Orani (2002–2007) und St. Michael in Orion (2007–2010). Ab 2008 war er Pfarrer der Pfarrei St. Dominic de Guzman in Balanga.
Neben seiner Tätigkeit in der Pfarrseelsorge leitete Victor Ocampo das Diözesanbüro für die Katechese (1978–2002), die diözesane Liturgiekommission (2007–2008) und ab 2008 die Kommission für die Familie und das Leben. Zudem war er ab 1986 verantwortlich für das Bibelapostolat im Bistum Balanga. Darüber hinaus fungierte Ocampo von 1983 bis 1986 als Regionalvikar und ab 2008 als Kanzler der Kurie. Am 18. November 1993 verlieh ihm Papst Johannes Paul II. den Ehrentitel Päpstlicher Ehrenkaplan. Von 2009 bis 2010 leitete er das Bistum Balanga während der Sedisvakanz als Diözesanadministrator. Ab 2013 gehörte er dem Konsultorenkollegium des Bistums Balanga an.
Am 12. Juni 2015 ernannte ihn Papst Franziskus zum Bischof von Gumaca. Der Erzbischof von Manila, Luis Antonio Kardinal Tagle, spendete ihm am 29. August desselben Jahres in der Kathedrale St. Joseph in Balanga die Bischofsweihe; Mitkonsekratoren waren der Apostolische Nuntius auf den Philippinen, Erzbischof Giuseppe Pinto, und der Bischof von Balanga, Ruperto Cruz Santos. Sein Wahlspruch Corpus meum („Mein Leib“) entstammt den Wandlungsworten des eucharistischen Hochgebetes. Die Amtseinführung erfolgte am 3. September 2015.
In der Philippinischen Bischofskonferenz gehörte Victor Ocampo zudem von 2017 bis 2019 dem ständigen Rat an und vertrat den Südosten der Insel Luzon. Außerdem gehörte er den Kommissionen für die Laien und für das Bibelapostolat an.
Ocampo starb am 16. März 2023 in einem Krankenhaus in Gumaca an einem Herzinfarkt.